# Touchons du bois
Pour plus de détails, voir Fiche technique et Distribution.
Touchons du bois, parfois indiqué comme Soyons sérieux, est un film français réalisé par Maurice Champreux, sorti en 1933.

## Synopsis
Auguste Chantilly mène à la campagne une vie bien réglée, veillant sur sa pupille, la jeune Arlette. Mais à la ville, il devient Hubert, et mène une vie beaucoup plus joyeuse. Arlette tient beaucoup à faire la connaissance de cet Hubert qu'elle pense être le frère de son tuteur, et les choses se compliquent.

## Fiche technique
- Titre français : Touchons du bois
- Réalisation : Maurice Champreux
- Scénario : Louis Vérier et Ninon Steinhoff, d'après L'Importance d'être Constant d'Oscar Wilde
- Photographie : Nicolas Toporkoff
- Musique : Ralph Erwin
- Production : Joseph Ermolieff
- Société de production : Gaumont-Franco Film-Aubert
- Pays de production : France
- Format : Noir et blanc - 35 mm - 1,37:1
- Genre : comédie
- Durée : 95 minutes
- Date de sortie : 
  - France : 24 avril 1933

## Distribution
- Jeanne Cheirel : La générale de Saint-Preux
- Armand Bernard : Auguste Chantilly
- Lily Zévaco : Geneviève
- Suzy Pierson : Minouche
- Jules Moy : M. Lebigre
- Roland Armontel : Jacques de Saint-Preux
- Marcelle Barry : Mlle Frontin
- Suzet Maïs : Arlette
- Suzy Delair : La copine de jeu
- Carlos Avril